# August Harbaum
August Harbaum, född 25 mars 1913 i Gütersloh, var en tysk SS-Sturmbannführer (motsvarande major). Han var under andra världskriget chef för personalavdelningen vid Byrå D (Amt D) inom SS-Wirtschafts- und Verwaltungshauptamt och tillika Richard Glücks adjutant.
Efter andra världskriget greps han av de allierade, men flydde ur fångenskapen.